# Vaccinium varingiifolium
Vaccinium varingiifolium är en ljungväxtart som först beskrevs av Bi., och fick sitt nu gällande namn av Friedrich Anton Wilhelm Miquel. Vaccinium varingiifolium ingår i Blåbärssläktet, och familjen ljungväxter.

## Underarter
Arten delas in i följande underarter:
- V. v. calcaratum
- V. v. orientale